# 昆士蘭長吻鰩
昆士蘭長吻鰩（學名：Dipturus queenslandicus），為軟骨魚綱鰩目鰩科長吻鰩屬的一種，分布於西太平洋澳洲昆士蘭外海海域，深度399至606公尺，本魚體盤相對較寬，頂端有棱角至窄圓，寬度為長至寬的62–66%，尾較細長，中部寬度為高度的1.3–1.9倍，第一背鰭起點的寬度為高度的 1–1.9倍，上顎前長度為體長的20–26%，吻長為眶間寬的4.9-6.1倍；眶徑為眶間寬度的66–76％；第一背鰭高為基長的1.5-2倍；第一背鰭起點至尾尖的距離為第一背鰭基長的3.2-3.6倍，尾鰭長的2.7-3.4倍；腹鰭中等，成年雄魚後葉長度為體長的16%，前葉長度為後葉的67–70%，成年雄魚的椎間盤兩面的前緣均有粒狀小齒帶；通常有1-2個頸刺，上顎齒列34-39；背部主要為均勻的灰棕色；腹部大多呈灰色或褐色，吻端大多呈蒼白；腹側感覺孔小，黑邊，明顯，沒有被暗色斑點包圍；背鰭黑色，尾鰭多呈白色，體長可達65.9公分，棲息在大陸坡海域，為底棲性魚類，肉食性，卵生，生活習性不明。